# Антиципация (философия)
Антиципация — термин, используемый в психологии и философии.
Психолог В. Вундт впервые ввёл в обиход этот термин.
Существуют две интерпретации рассматриваемого понятия:
- человеческий организм предвосхищает некоторую ситуацию, что может проявляться в движении отдельных частей тела (губ, например);
- индивид представляет себе результаты некоторого действия до того момента, как действие реально осуществилось.

Первыми приступили к разработке этого понятия стоики и эпикурейцы.